# Pawieł Prokudin
Pawieł Nikołajewicz Prokudin (ros. Павел Николаевич Прокудин; rum. Pavel Prokudin; ur. 17 kwietnia 1966 w rejonie moszkowskim) – naddniestrzański polityk, premier Naddniestrza od 23 grudnia 2015 do 17 grudnia 2016.
Nie należy do żadnej partii. Objął urząd po rezygnacji Tatjany Turanskiej i tymczasowym sprawowaniu władzy przez Majię Parnas.
Złożył urząd po zakończeniu kadencji Prezydenta Jewgienija Szewczuka.